# وابندنگک
وابندنگک (به لاتین: Łabędnik) یک روستا در لهستان است که در گمینا بارتوشتسه واقع شده‌است. وابندنگک ۴۷۰ نفر جمعیت دارد.